# Associació Bíblica de Catalunya
L'Associació Bíblica de Catalunya és una associació interconfessional de biblistes catalans que nasqué el 1963 en una trobada de professors de Sagrada Escriptura. Aviat als professors catalans catòlics se n'hi van afegir de les Balears i de València i també alguns pastors evangèlics. Fou el 21 de setembre del 1974 quan l'Arquebisbe de Tarragona, Josep Pont i Gol, aprovà la seva integració a la Conferència Episcopal Tarraconense. Els objectius de l'entitat són la investigació, la divulgació i la vivència dels textos de la Bíblia.